# Fists and Fodder
Fists and Fodder é um curta-metragem de comédia mudo norte-americano, realizado em 1920, com o ator cômico Oliver Hardy.